# Myurella rosacea
Myurella rosacea is een slakkensoort uit de familie van de Terebridae. De wetenschappelijke naam van de soort is voor het eerst geldig gepubliceerd in 1869 door Pease.